# Зорі типу λ Волопаса
Зорі ти́пу λ Волопа́са (λ Boo) — рідкісний тип хімічно пекулярних зір. Належать до населення I, зазвичай мають спектральний клас A (від пізніх підкласів B до ранніх F). Характеризуються вкрай ослабленою лінією Mg II λ=448,1 нм (яка зазвичай є найсильнішою металічною лінією в спектрах нормальних зір класу A), слабкими лініями металів, що вказує на нестачу важких елементів та надзвичайно повільним обертанням[неавторитетне джерело]. Складають близько 2 % об'єктів у своєму діапазоні спектральних класів. На 2004 рік було відомо близько 50 таких зір. У більшості з них спостерігалася змінність типу δ Щита.
Вміст елементів залізного піка в поверхневих шарах цих зір може бути на два порядки менше звичайного. Водночас вміст легших елементів (C, N, O, S) приблизно такий же, як на Сонці.
Зорі типу λ Волопаса можуть бути зорями до головної послідовності або зорями головної послідовності, які оточені газовим акреційним диском, збідненим атомами металів.
Прототип класу — λ Волопаса — перебуває на відстані 97 світлових років від Землі в сузір'ї Волопаса. Вона є зорею спектрального класу A0p з видимою зоряною величиною 4,18m та світністю в 16 разів більше сонячної.